# Monolepta nigrosinuata
Monolepta nigrosinuata es una especie de insecto coleóptero de la familia Chrysomelidae.
Fue descrita científicamente en 1921 por Pic.